# اوبرلایشتناو
اوبرلایشتناو (به آلمانی: Oberlichtenau) یک منطقهٔ مسکونی در آلمان است که در پولسنیتز واقع شده‌است. اوبرلایشتناو ۱٬۴۷۲ نفر جمعیت دارد.